# Chocóelenia
Chocóelenia (Myiopagis parambae) är en fågelart i familjen tyranner inom ordningen tättingar.

## Utbredning och systematik
Fågeln delas in i två underarter med följande utbredning:
- M. p. absita – centrala och östra Panama (centrala Colón och östra Darién)
- M. p. parambae – chocóregionen i västra Colombia och nordvästra Ecuador (söderut till sydvästra Pichincha)

Den kategoriserades tidigare som underart till Myiopagis caniceps men urskildes 2016 som egen art av BirdLife International, 2022 av tongivande eBird/Clements och 2023 av International Ornithological Congress.

## Status
IUCN kategoriserar den som livskraftig.